# Авиа 11А
Авиа 11А је клизач за основну обуку пилота мешовите конструкције (претежно дрво и платно) с подтрупном скијом за слетање, који је конструисао инжењер Јарлауд Картиер 1930. године.

## Пројектовање и развој
Појава клизача Цеглинг у Немачкој и његова практичност и економичност је деловала тако да се по Европи прошири као зараза. Не само да се правио као самоградња у Аероклубовима многих земаља него се и индустријски производио. У неком земљама као што су Чехословачка, Велика Британија, Пољска и Југославија појавиле су се домаће конструкције које су биле идентичне или веома сличне Цеглингу. У Француској је Авиа после посете Pierre Massenet-а Немачкој почела производња Цеглинга под називом Авиа 10. Уочене недостатке овог клизача исправио је инж. Raymond Jarlaud па је Авиа почела 1931. године производњу новог клизача под називом Авиа 11А.

### Технички опис
Једноседа једрилица - клизач Авиа 11А је била мешовите конструкције. Труп једрилице је била решеткаста дрвена конструкција која је уз помоћ окова била везама за остале делове летилице. На месту где се за труп везало крило, налазила се централна пирамида која је служила да се крило помоћу сајли укрути и са горње и доње стране. Крило је било равно, правоугаоног облика дрвене конструкције а пресвучена импрегнираним платном. На исти начин су изведене и репне површине, хоризонтални и вертикални стабилизатори као и кормила висине и правца. Сви елементи клизача су додатно везани и учвршћени (затегнути) челичним жицама-затезачима. Управљање једрилицом се обављало помоћу пилотске палице и ножним педалама који су челичним сајлама били повезани са извршним органима (крилца и кормила). Пилот је седео на столици која је била саставни део конструкције трупа. Стајни трап ове једрилице се састојао из металне санке на кљуну једрилице која је гуменим ваљцима од тврде гуме била причвршћена за носећу конструкцију клизача, а имали су функцију амортизера при приземљењу и клизању по земљи. На крају репа испод вертикалног стабилизатора налазила се еластична дрљача.

## Карактеристике
Карактеристике наведене овде се односе на једрилицу Авиа 11А а према изворима
| Финеса      | 1 : 8,5 при брзини 50 km/h |
| Перформансе | - максимална брзина око 100 km/h - минимална брзина 42 km/h - минимално пропадање 1,6 m/s при брзини 50 km/h                                                            |
| Димензије   | - размах крила 10,52m - дужина трупа 6,74m - висина 2,50m - површина крила 18,50m² - виткост 6,00 - аеропрофил крила Nieutport 70A - макс. оптеречење крила; 10,0 kg/m² |
| Маса        | - сопствена 110 kg - носивост 75 kg - полетна 185 kg - водени баланс; нема                                                                                              |

## Оперативно коришћење
У Авији је произведено око 150 комада клизача Авиа 11А а користили су се у Аероклубовима широм Француске. Коришћење ових клизача је трајало све до почетка 50. тих година 20. тог века. У Југославији је према наводима књиге набављен 1934. године и коришћен један примерак овог клизача.

## Сачувани примерци
Није сачуван ни један примерак клизача Авиа 11А. У музеју француског ваздухопловства на аеродрому Ла Бурже изложен је један клизач СГ 38 који је веома сличан клизачу Авиа 11А.

## Земље које су користиле ову једрилицу
- Француска
- Краљевина Југославија
- Белгија
- Турска
- Аргентина
- Бразил